# کانال جاده
کانال جاده (به انگلیسی: Canal Road) یک مجموعه تلویزیونی درام ۱۳ قسمتی است که از ۱۶ آوریل ۲۰۰۸ تا ۱۳ دسامبر ۲۰۰۸ از شبکه ۹ پخش می شد.
این مجموعه به کارگردانی کوین کارلین و نویسندگی سارا اسمیت ، جان ریدلی و دیو وارنر می باشد که در اطراف ملبورن فیلمبرداری گردیده است.